# Ernani Filho
Ernani Amorim Filho (Rio de Janeiro, 14 de setembro de 1920 – ??), mais conhecido como Ernani Filho, foi um cantor brasileiro de destaque dos anos 50 e 60, favorito de Ary Barroso, seu grande amigo.

## Biografia
Ernani Amorim, seu pai, era clarinetista. Ernani Filho foi estudante do Colégio Militar, remador do Flamengo e campeão carioca de luta livre. Ele era sobrinho da atriz Olga Louro.

## Carreira
Ernani Filho iniciou sua carreira em 1938, como crooner, fazendo apresentações na orquestra do pai. Realizou shows em vários cassinos e hotéis do país, apresentou-se no Cassino da Urca, Cassinos Atlântico e Guarujá e no Grande Hotel de Poços de Caldas. Integrou a orquestra do maestro Carioca.
Com "Samba Brasileiro" de Armando Silva Araújo e "O beijo no lenço" um fox de Osvaldo Santiago e Roberto Roberti, Ernani Filho gravou, com a orquestra de Osvaldo Borba, seu primeiro disco em 1945, pela gravadora Continental. E gravou também "Luar do meu pais" de Armando Silva Junior

Inaugurou a boate Clipper, em 1945, em São Paulo e cantou na boate Night and Day, no Rio de Janeiro, em 1947.

Em 1948, Ernani Filho gravou "Praça da Bandeira" de Arlindo Marques Junior, Roberto Roberti  e Américo Seixas  e "A Rosa é a maior" de Arlindo Marques Junior e Roberto Roberti, um samba e uma marcha, respectivamente, pela gravadora Star
Gravou com o conjunto de Valdir Calmon, "Tua ausência", de Luiz Batista e Manoel Paradela em 1951, gravou com a Orquestra de Lírio Panicali, "Lua azul", de Rodgers e Hart, na versão de Claribalte Passos; e gravou o samba canção "Dois extremos" de José Maria de Abreu e Alberto Ribeiro.

Além das canções de Ary Barroso, Ernani Filho gravou muitas canções de compositores famosos, como "Flor da Lapa", de Wilson Batista; "O Tempo Não Desfaz" de Newton Mendonça; "Só Saudade", "Foi a Noite" e "Luar e Batucada" de Newton Mendonça & Jobim; "Maria da Penha" de João de Barro, o Braguinha; "Taí", "Nunca mais pude esquecer", "Hula" e "Paris, Paris!" de Joubert de Carvalho; "Engano" de Luiz Bonfá & Jobim; "Meu céu é você" de Marino Pinto e Gilberto Panicali; "Bebida não me atrasa" de Claudionor Cruz e Antônio Braga;  "Frase perdida" e "Sucedeu assim" de Tom Jobim e Marino Pinto, em 1957. E gravou, também,  "Sozinho" de Geraldo Mendonça e Antônio Carlos Jobim e "Você voltou", de Antônio Carlos Jobim e Nelson Souto, em 1964. Seu repertório era extenso e incluia canções de vários estilos, boleros, choros, marchas e sambas.
Ernani Filho foi o primeiro cantor de destaque a gravar canções de Tom Jobim, como: "Faz Uma Semana", com João B. Stockler, e "Pensando em Você", em 1953. Em edição do jornal O Globo, de julho de 1953, Sylvio Tullio Cardoso, jornalista, radialista, crítico e historiador da música, fala do melhor disco do ano de 1953, com as referidas músicas de Tom Jobim sendo exaltadas na interpretação de Ernani Filho

O disco gravado por Ernani Filho, em junho de 1953, possuia uma inovação tecnológica para a época, era um long-play de 10 polegadas em microssulco, a que poucos tinham acesso, somente consumidores de alto poder aquisitivo podiam adquirir esses LPs. Na época, a tecnologia dominante era a de discos de 78 rpm, que tinham apenas uma faixa de cada lado e que conviveram com os LPs por um bom tempo. O disco recebeu o mesmo título de uma das faixas de Jobim: "Pensando em Você". O LP foi lançado apenas dois meses depois do lançamento da primeira canção de Tom Jobim gravada, "Incerteza", um samba canção, como as duas outras gravadas por Ernani Filho.  E é possível que Tom Jobim tenha conhecido Ary Barroso através de Ernani Filho. A Continental só começou a lançar LP em 1954, a Sinter lançou o primeiro LP em 1951, apenas três anos depois da Columbia norte-americana ter lançado o seu.

Nesse mesmo ano de 1953, conheceu Ary Barroso, em uma boate de Copacabana, o Clube da Chave, onde Ary Barroso o acompanhou ao piano, demonstrando profundo conhecimento da obra do compositor, Ernani Filho foi convidado por Ary Barroso para integrar sua orquestra e gravou vários sucessos.
Ernani Filho e Ary Barroso, em 1960, fizeram temporada de dez dias na boate Arpège no Rio de Janeiro

O LP "Dois amigos" de 1962, com selo da Odeon, traz canções de Ary Barroso na voz de Ernani Filho, como "Balada da saudade"; "Tufão"; "Ocultei"; "Maria" com Luis Peixoto; "Risque"; "No Rancho Fundo" com Lamartine Babo; "Pierrô"; "Cantiga de Enganar Tristeza" com Thiago de Mello ; "Já Era Tempo" com Vinicius de Moraes; "Inquietação"; "Dois amigos" e "Trapo de gente".

## Excursões pela América do Sul
Em 1954, com a orquestra do maestro Carioca foi a Montevidéu no Uruguai, realizar apresentações com o cantor Orlando Correia e a cantora Araci Costa.
Em 1955 excursionou pela América do Sul com a orquestra de Ary Barroso, fazendo apresentações na Argentina, Chile e Uruguai. Em Punta del Este, Uruguai, apresentaram-se na Boate Trompa e ao ar livre, show realizado em praça pública, bastante concorrido, com grande público. Nos anos 60, também realizou excursões com Ary Barroso, pela Argentina e Uruguai.

## Atuação na noite e atividades correlatas
Ernani Filho fez shows em boates do Rio de Janeiro e São Paulo, nos anos 50 e 60, foi contratado das gravadoras Sinter, Odeon e Continental e apresentou musicais na televisão.
Integrou o elenco do filme Não Adianta Chorar, protagonizado por Oscarito e Grande Otelo, atuando com a atriz Mary Gonçalves.
Com Ary Barroso, homenageou a revista Música Popular de Lúcio Rangel, crítico musical, na festa de aniversário da revista , em apresentação na boate Plaza, em 1955.

## As vozes favoritas de Ary Barroso
Ary Barroso convidou Luciene Franco, uma de suas intérpretes favoritas, para cantar com Ernani Filho na boate Fred's, no Rio de Janeiro. Eles trabalharam por três temporadas na referida boate, no ano de 1958. Homenagearam o presidente Juscelino Kubitschek, no dia de seu aniversário, no Palácio Laranjeiras, no Rio de Janeiro, em apresentação especial.

## Registro para a memória
Após encerrar a carreira, no ano de 1967, Ernani Filho gravou depoimento para o Museu da Imagem e do Som, do Rio de Janeiro. Em 1984, também gravou depoimento para um programa apresentado por Lúcio Alves, na TV Educativa do Rio de Janeiro, falando de sua vida profissional ao lado de Ary Barroso. Em 1997 foi lançado um CD com o título "Antonio Carlos Jobim, meus primeiros passos e compassos", com canções gravadas por Ernani Filho nos anos 50, como "Pensando em você" e "Faz uma semana", remasterizadas, em homenagem a Tom Jobim 